# Aspicularis tetraptera
Aspicularis tetraptera är en rundmaskart. Aspicularis tetraptera ingår i släktet Aspicularis, och familjen Oxyuridae. Arten är reproducerande i Sverige.